# Rolfsån
Rolfsån är ett vattendrag som mynnar i Kungsbackafjorden, Kattegatt. Med biflöden är vattendraget 91 km långt. Vattendraget avvattnar inledningsvis Borås S.V. Sörån från Viaredssjön, Bollebygd Nolån från Töllsjö,samt Härryda kommuns östra del. Vattendraget heter Storån tills det passerat Sätila och mynnat ut i sjön Lygnern. Den angränsande Sundsjön avvattnas av Rolfsån som löper vidare till Stensjön.
Mellan dessa två sistnämnda sjöar återfinns Ålgårda kraftstation och vid Stensjön ligger den Volvoägda herrgården Rossared
Rolfsån, som mynnar ut från Stensjön vid Hjälm, passerar på sin väg till havet Gåsevadholms slott, orterna Myra och Hanhals till utloppet i Kungsbackafjorden.